# Lisjön (Leksands socken, Dalarna)
Lisjön är en sjö i Leksands kommun och Vansbro kommun i Dalarna och ingår i Dalälvens huvudavrinningsområde. Sjön har en area på 0,403 kvadratkilometer och ligger 276,9 meter över havet. Sjön avvattnas av vattendraget Gönan.

## Delavrinningsområde
Lisjön ingår i det delavrinningsområde (672480-142396) som SMHI kallar för Mynnar i Mockflån. Medelhöjden är 286 meter över havet och ytan är 2,75 kvadratkilometer. Räknas de 2 avrinningsområdena uppströms in blir den ackumulerade arean 17,49 kvadratkilometer. Gönan som avvattnar avrinningsområdet har biflödesordning 4, vilket innebär att vattnet flödar genom totalt 4 vattendrag innan det når havet efter 315 kilometer. Avrinningsområdet består mestadels av skog (56 procent) och sankmarker (23 procent). Avrinningsområdet har 0,4 kvadratkilometer vattenytor vilket ger det en sjöprocent på 14,6 procent.